# ピルスバリー (駆逐艦)
|          |                                                    |
| 艦歴     |                                                    |
| 発注     |                                                    |
| 起工     | 1919年10月23日                                     |
| 進水     | 1920年8月3日                                       |
| 就役     | 1920年12月15日                                     |
| 退役     |                                                    |
| 除籍     |                                                    |
| その後   | 1942年3月2日に戦没                                 |
| 性能諸元 |                                                    |
| 排水量   | 1,190トン                                          |
| 全長     | 314 ft 4 in (95.81 m)                              |
| 全幅     | 30 ft 8 in (9.35 m)                                |
| 吃水     | 9 ft 3 in (2.82 m)                                 |
| 機関     | 2缶 蒸気タービン2基 2軸推進、13,500shp             |
| 最大速   | 35 ノット (65 km/h)                                |
| 乗員     | 士官、兵員116名                                    |
| 兵装     | 4インチ砲4門、3インチ砲1門、21インチ魚雷発射管12門 |

ピルスバリー (USS Pillsbury, DD-227) は、アメリカ海軍の駆逐艦。クレムソン級駆逐艦の1隻。艦名は、南北戦争と米西戦争で活躍し、流速計の改良に尽力したジョン・E・ピルスバリーにちなむ。その名を持つ艦艇としては初代。
ピルスバリーは、1942年3月2日にバリ島南部での戦闘で失われた。第二次世界大戦において乗組員が全員戦死した二つのアメリカ海軍の主要水上艦艇のうちの一つである（もう一つは、1942年8月9日にガダルカナル島沖で撃沈されたジャーヴィス（USS Jarvis (DD-393)）。

## 艦歴
ピルスバリーはフィラデルフィアのウィリアム・クランプ・アンド・サンズで1919年10月23日に起工し、1920年8月3日にヘレン・ラングドン・リチャードソン夫人によって進水、艦長H・W・バーネス中佐の指揮下1920年12月15日に就役する。竣工後、ピルスバリーは1922年にアジア艦隊に配備される。以来、極東方面に長くあったが、1941年10月までの行動の詳細は不明。
1941年10月16日、ピルスバリーはマニラ湾内で僚艦ピアリー (USS Peary, DD-226) と衝突。ピアリーとともにカヴィテの海軍工廠で修理が行われたが、その修理期間中に1941年12月7日の真珠湾攻撃の報を受けることとなる。アジア艦隊旗艦の重巡洋艦ヒューストン (USS Houston, CA-30) と軽巡洋艦ボイシ (USS Boise, CL-47) 、水上機母艦ラングレー (USS Langley, AV-3) をはじめとする主だった艦艇は12月7日の夜にマニラを抜け出してジャワ島に向かったが、ピルスバリーとピアリーは修理続行中のため脱出には加われなかった。3日後の12月10日、カヴィテの海軍施設は高雄海軍航空隊と第一航空隊の空襲を受ける。ピルスバリーは被弾しなかったがピアリーが被弾し、掃海艇ウィップアーウィル (USS Whippoorwill, AM-35) とともに消火にあたった。12月17日までには、ルソン島とミンダナオ島は常時日本軍の空と陸からの攻撃に晒されることなり、ピルスバリーとピアリーを対処のために南に向かわせることが検討されたが、残留海軍部隊の司令官フランシス・W・ロックウェル少将はこの策を採らず、代わりに魚雷艇で対処することとなった。ピルスバリーの魚雷はミンドロ島において陸揚げされ、魚雷艇に移された。
フィリピン戦線に対する日本軍の鉄輪は徐々に狭められ、アメリカ極東陸軍司令官ダグラス・マッカーサー陸軍大将はクリスマス・イヴの12月24日に幕僚と家族を伴ってコレヒドール島に退却し、2日後の12月26日にマニラの無防備都市宣言を発した。アジア艦隊司令長官トーマス・C・ハート大将は後追いで宣言を知り、いまだカヴィテにとどまって給油中のピルスバリーとピアリーが爆破され自沈させられるという噂を耳にする。宣言発効当日の12月26日、ピルスバリーとピアリーはロックウェル少将の指示によりマニラを抜け出し、2日後の12月28日にバリクパパンに到着した。その後は他のアジア艦隊の艦艇やイギリス、オランダおよびオーストラリアの諸艦艇とともにスラバヤに落ち着き、ヒューストンや軽巡洋艦マーブルヘッド (USS Marblehead, CL-12) とともに対潜哨戒や夜間哨戒に従事。また第58駆逐部隊に加わり、1942年2月4日には部隊の僚艦とともにバドゥン海峡を哨戒した。
2月18日夜、カレル・ドールマン少将の旗艦である軽巡洋艦デ・ロイテル (Hr. Ms. De Ruyter) 、ジャワ (Hr. Ms. Java) を主体とする連合軍艦隊はチラチャップを出撃し、バリ島に接近する日本軍部隊の迎撃に向かう。これに呼応し、スラバヤからも軽巡洋艦トロンプ (Hr. Ms. Tromp) を基幹とする部隊が出撃し、ピルスバリーはスチュワート (USS Stewart, DD-224) 、パロット (USS Parrott, DD-218) およびジョン・D・エドワーズ (USS John D. Edwards, DD-216) とともにトロンプに随伴した。2月20日未明、ドールマン少将直卒の部隊が上陸部隊を護衛する2隻の駆逐艦、大潮と朝潮を発見してバリ島沖海戦が始まり、トロンプの部隊は間を置いて大潮と朝潮との交戦を開始する。ピルスバリーは大潮と朝潮に対して魚雷を3本発射するが命中せず、逆にスチュワートが被弾して隊形を乱したため、ピルスバリーはパロットと衝突しそうになった。やがて大潮と朝潮の助太刀のため別の2隻の駆逐艦、満潮と荒潮が反転し、トロンプの部隊と交戦を開始する。被弾損傷のスチュワートはジョン・D・エドワーズを引き連れて満潮に命中弾を与え、ピルスバリーは反対側から満潮と荒潮にしつこく近寄り、一時はわずか1600メートルまで接近して交戦した。ピルスバリーの4インチ砲と50口径機銃は大いに撃ちまくり、目標に複数の命中弾を与えて炎上させたと判断された。海戦後、ピルスバリーは海戦中に座礁事故を起こしたパロットを助け、チラチャップに後退した。
ジャワ島南岸のチラチャップは、ジャワ全土で日本軍に破れた連合軍部隊の最後の拠点であった。脱出を図る陸上部隊は、このチラチャップからオーストラリアあるいはインドに逃れるため艦船を渇望し、集まる艦船は大はマーブルヘッド、小は港湾艇やスクーナーなどと多種多様であり、陸上部隊を詰め込んだ艦船は順次チラチャップを離れてオーストラリアとインドに落ちていった。しかし、連合軍はさらに敗退を重ね、3月1日にいたってジャワ方面の海軍部隊司令官コンラッド・ヘルフリッヒ中将はすべてのチラチャップ停泊艦船に対して脱出を命じた。この命令を受け、ピルスバリーは同じ3月1日にパロット、エドサル (USS Edsall, DD-219) 、砲艦アッシュビル (USS Asheville, PG-21) その他各種艦船とともにチラチャップを出港してオーストラリアに向かった。
3月2日、バリ島から発進した第二十二航空戦隊の索敵機は、バリ島の南西300海里に「敵駆逐艦」2隻、南100海里に「軽巡洋艦」を発見。この報告を受けた第二艦隊司令長官近藤信竹中将は、指揮下の重巡洋艦愛宕と高雄を「軽巡洋艦」に、摩耶と駆逐艦野分および嵐を駆逐艦に振り分けた。続いて索敵機は、「軽巡洋艦」は針路190度、推定速力24ノットで南に向かっていることを伝えた。この「軽巡洋艦」は4本煙突であることから「マーブルヘッド」であると判定され、近藤中将も最後までそう信じていた。しかし、本物のマーブルヘッドは2月4日のジャワ沖海戦で損傷しすでにアジアから脱出していた。そして、この「マーブルヘッド」こそ、他ならぬチラチャップを抜け出したピルスバリーであった。近藤中将は「マーブルヘッド」ことピルスバリーが日本機圏外を去れば速力を減じてオーストラリア方面に向かうと予測し、16時過ぎから捜索列を張ってピルスバリーとの会敵に備えた。22時7分、愛宕はピルスバリーと思しき艦影を発見し、高雄に集合を命じて戦闘配置を令する。22時13分に観測すると、ピルスバリーは推定14ノットで愛宕と高雄に接近しつつあった。間もなくピルスバリーは6000メートルまで接近したかと思えば、愛宕と高雄を味方を思ったのか盛んに信号を送る。信号の返礼は22時26分ごろからの一斉砲撃であり、ピルスバリーは艦前方に命中弾を受けて火災を起こした。それでもピルスバリーは後部の3インチ砲で応戦し、砲弾は愛宕と高雄への至近弾となるが、愛宕と高雄からのさらなる砲弾は艦全体に命中し、そのうち舵機に命中した砲弾によりピルスバリーは旋回を始めた。旋回したピルスバリーと同航戦に持ち込んだ愛宕と高雄は高角砲弾まで撃ちこんで破壊しつくし、ピルスバリーは22時31分ごろから右に倒れて沈み始め、22時32分に艦尾を上げて沈没した。艦長ハロルド・C・パウンド少佐以下ピルスバリーの生存者はなく、アメリカ側がピルスバリーの最期について知ったのは太平洋戦争終結後であった。沈没位置は、日本側の記録では南緯15度38分 東経113度15分 / 南緯15.633度 東経113.250度と記録されている。
ピルスバリーは第二次世界大戦の戦功で2個の従軍星章を受章した。